# Az egyiptomi Heléna
Az egyiptomi Heléna (németül Die ägyptische Helena) Richard Strauss operája két felvonásban (op. 75). Librettóját Homérosz Iliasza és Euripidész Heléna című drámája nyomán Hugo von Hofmannsthal írta. Ősbemutatója a drezdai Semperoperben volt 1928. június 6-án. A mű a módosított II. felvonással a Salzburgi Ünnepi Játékokon hangzott el először 1933. augusztus 14-én. Magyarországi bemutatója a zeneszerző vezényletével 1932. október 31-én volt az Operaházban.
A mű két átkomponált felvonásból áll. Játékideje: I. felvonás: 61 perc, II. felvonás: 68 perc

## Az opera keletkezése és története

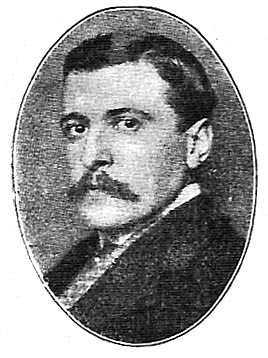
Hugo von Hofmannsthal

Hofmannsthalt az 1920-as évek elején, az Iliasz olvasása közben ragadta meg a mitológiai téma. Heléna alakjának ott nem tisztázott dramaturgiai fordulataihoz Euripidész Heléna c. 412-ben írott drámájának megoldásait választotta. A forrásokat a korábban megszokotthoz hasonlóan szabadon kezelte. Richard Strauss egy társalgásiopera-sorozat (A rózsalovag, Ariadne Naxos szigetén, Az árnyék nélküli asszony, Intermezzo) után szívesen fogott nagyszabású, a görög és a germán mitológiát ötvöző műbe. A költő 1923-ban vetette fel a témát a zeneszerzőnek, Strauss öt éven át, élete egyik munkával legterheltebb időszakában komponálta az operát. Operettesen könnyed művet akart, végül korábbi színpadi művei hangját Wagnerével ötvöző darabot alkotott. Kritikájában jó jellemzést adott a bemutató után Heinrich Strobel (1898–1970) zenetudós:
„Hofmannsthal jelképei nemigen zavarják. Jól kimuzsikálja magát. Természetesen már nem a hajdani eredetiséggel, ragyogó elánnal, érzelmi telítettséggel. Az előző művek összegzése ez, kápráztató rutinnal kidolgozva. A lényeg háttérbe szorul, a mesterségbeliség uralkodik.”
A Fritz Busch által vezényelt drezdai bemutató után az opera végigjárta a német színpadokat, előadták (és megbukott) a Metropolitanben. 1932-ben Strauss maga vezényelte a budapesti premiert, de öt előadás után itt is lekerült a műsorról. 1933-ban Clemens Krauss javaslatára a II. felvonáson módosított a komponista, így mutatták be a salzburgi fesztiválon.
Az ősbemutató tájékán Strauss nem írt ajánlást a műhöz, 1931-ben Heinz Tietjennek, a náci időkben magas polcra jutott karmesternek és rendezőnek dedikálta. Ugyanebben az évben felhasznált egy motívumot az operából Mozart Idomeneojának általa készített „modernizálásához”. 1942-ben a librettó kéziratával és száz előadás jogának átengedésével „privatizálta” a Bécs városától 1924-ben bérbe kapott telket.

## Szereplők
- Heléna (szoprán)
- Menelaosz (tenor)
- Hermioné, a gyermekük (szoprán)

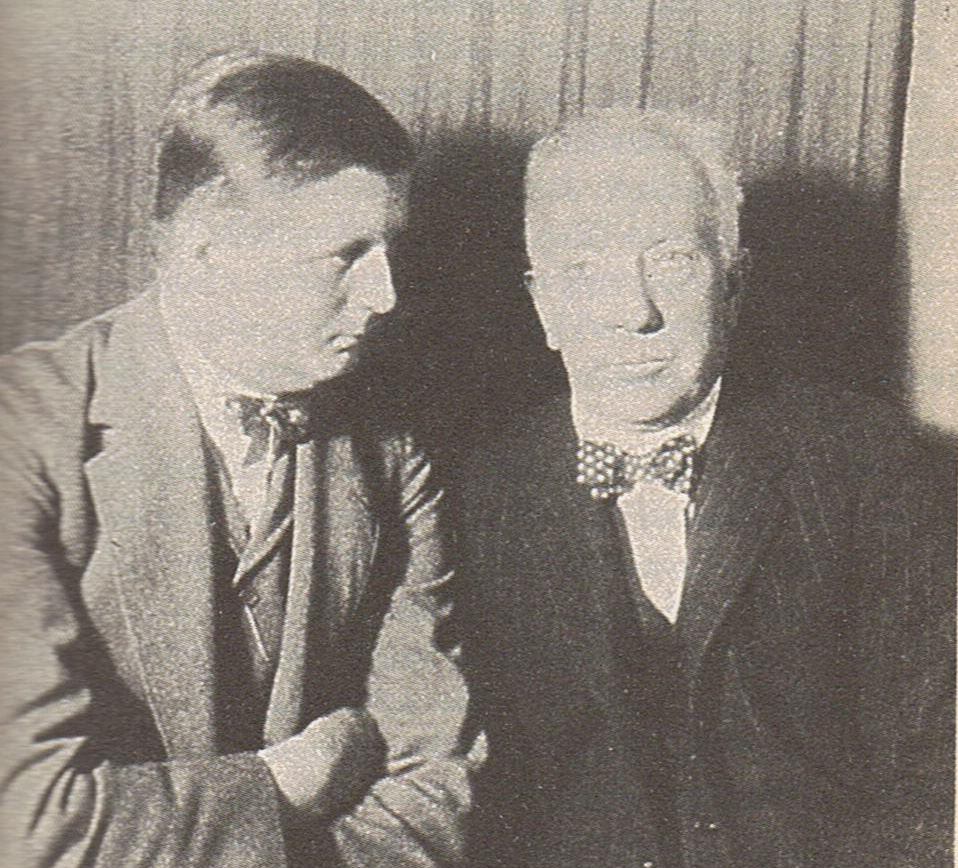
Fritz Busch, az ősbemutató karmestere a zeneszerzővel

- Aithra, egyiptomi királylány és varázslónő (koloratúrszoprán)
- Altair (bariton)
- Da-Ud, a fia (tenor)
- Aithra első szolgálója (szoprán)
- Aithra második szolgálója (mezzoszoprán)
- 1. elf (szoprán)
- 2. elf (szoprán)
- 3. elf (alt)
- A Mindentudó Kagyló (alt)

Elfek, férfi és női harcosok, rabszolgák, eunuchok (vegyeskar)

## Hangszerelése
Az opera előadó apparátusa méretével vetekszik Strauss két korai ókori tárgyú művéével (Salome, Elektra):
- 16 I. hegedű, 14 II. hegedű, 10 brácsa, 10 gordonka, 8 nagybőgő, 2 fuvola, 2 piccolo (fuvolára váltanak), 2 oboa, 1 angolkürt, 3 klarinét, 1 basszusklarinét, 3 fagott (a 3. kontrafagottra vált), 6 kürt, 6 trombita, 3 harsona, 1 basszustuba, üstdob, ütősök, 2 hárfa, harangjáték, cseleszta, orgona
- Színpadi zene: 6 oboa, 6 klarinét, 4 kürt, 2 trombita, 4 harsona, 4 triangulum, 2 baszk dob, üstdob, szélgép

## Cselekménye
Hely: kis sziget Egyiptom közelében és pálmaliget az Atlasz lábánál.
Idő: a trójai háború után

### Első felvonás
Szín: szépen kivilágított terem Aithra palotájában. Balra két személyre terített asztal, jobbra trónszék.
Aithra lakomára várja szerelmét (!), Poszeidónt. A varázslásban is jártas királynőnek elmondja látomását a vele élő Mindentudó Kagyló, miszerint a Földközi-tengeren lévő szigetük közelében hajó halad, rajta a szép Helénával és férjével, Menelaosszal, aki felesége megölésére készül a trójai háború kirobbantása és Párisszal elkövetett házasságtörése miatt. Aithra az asszony megmentésére készül. Vihart varázsol a tengerre, mire az utazók az ő szigetéhez sodródnak. A hajótörött házaspárt a királylány szolgálói vezetik a partról a palotába.
Ott Menelaosz kijelenti, hogy soha többé nem osztja meg ágyát hűtlen feleségével. Megölésével gyermekük megszabadulna anyja szégyenétől.
Aithra az elfeket harci zaj keltésére kéri, Menelaosz újra „csatába megy”. Azt hiszi tőrével (újra) megölte Páriszt és saját feleségével is végzett. Ezalatt Heléna a felejtés italából iszik, majd megfiatalodva felölti a királylány ruháit és aludni tér. A palotába visszatérő férjjel is itat Aithra a felejtés italából, és elhiteti vele, hogy a trójai háborúban Párisz egy szellem-Helénát szöktetett meg, mig hű (!) felesége végig itt aludt nála. Menelaosz megnyugszik, míg Heléna azt kéri a királylánytól, rejtse őket el a világ elől olyan helyre, ahol házasságuk megújíthatják. Aithra elaltatja a párt, és egy pálmaligetbe varázsolja az Atlasz hegység lábához. Az elfeknek nem tetszik a házasok kibékülése: az emlékezés italát is a velük adott poggyászukba csempészik.

### Második felvonás
Szín: pálmaligetre nyíló sátor. Háttérben az Atlasz hegység látszik. Balra bejárat egy másik helyiségbe, előtte dúsan aranyozott láda.
A sivatagi sátornál Heléna boldogan készül második nászéjszakájára. Menelaosz zavartan ébred, nem tudja, hogy igazi hitvesével vagy a Trójánál megölt szellemmel van-e.
A sivatagból kíséretével Altair, a hegyek ura érkezik. Fia, Da-Ud első látásra szerelmes lesz a szép Helénába. Altair ajándékokat akar az asszony lába elé halmozni, és a barátság jeleként vadászni hívja Menelaoszt, ő megint összezavarodik, azt hiszi ismét Trójában van, ott hódolnak asszonyának, a vadászaton meg Párisszal csatázik.
Aithra szolgálóival fekete rabszolgáknak álcázva megjelenik a sátorból. A varázslónő óvja Helénát, hogy az útra adott ládában lévő emlékezés italát megkóstolja. A szolgálók jelentik, hogy Menelaosz megölte vadászat közben Da-Udot.
Altair ismét a sátorhoz jön, hogy egy tiszteletére rendezett lakomára hívja Helénát. Mikor meghozzák Da-Ud holttestét, az asszony látja, hogy visszatérő férje még mindig a trójai csatatéren érzi magát, elkerülhetetlennek tartja, hogy – Aithra figyelmeztetése ellenére – Menelaosz is igyon az emlékezés italából. Kitisztul elméje. Tőrével újra fenyegeti hűtlen feleségét, majd megenyhül. Ekkor jelenik meg embereivel ismét Altair, hogy elválassza egymástól fia gyilkosát és Helénát. Aithra Poszeidón phalanxát felhasználva menti meg a házaspárt. A hegyekből jött emberek urukkal a földre vetik magukat a királylány előtt. Aithra Heléna és Menelaosz gyermekét, Hermionét is odavarázsolja. A család készül a visszatérésre Spártába.

## Diszkográfia
- Dame Gwyneth Jones (Heléna), Matti Kastu (Menelaosz), Barbara Hendricks (Aithra), Sir Willard White (Altair) stb.; Kenneth Jewell Énekegyüttese, Detroiti Szimfonikus Zenekar, vez. Doráti Antal (1979) Decca 478 6502